# 巴沙尔·贾法里
巴沙尔·贾法里（1956年4月14日—），敘利亞外交官，曾任敘利亞驻法国外交官、叙利亚驻印度尼西亚大使、叙利亚复兴党政权常驻联合国代表、敘利亞外交部副部長，後來出任叙利亚驻俄罗斯大使。2024年12月阿萨德政权倒台前，贾法里为总统巴沙尔·阿萨德的忠实追随者，之后在接受俄罗斯媒体采访时称叙利亚曾受到“腐败黑手党”的统治。

## 个人生活
贾法里已婚，育有三个孩子。他會說阿拉伯语、英语、法语和波斯语。